# (5299) Bittesini
(5299) Bittesini est un astéroïde de la ceinture principale.

## Description
(5299) Bittesini est un astéroïde de la ceinture principale. Il fut découvert le 8 juin 1969 à El Leoncito par Carlos Ulrrico Cesco. Il présente une orbite caractérisée par un demi-grand axe de 3,11 UA, une excentricité de 0,06 et une inclinaison de 4,9° par rapport à l'écliptique.

## Compléments